# Galva (Illinois)
Galva is een plaats (city) in de Amerikaanse staat Illinois, en valt bestuurlijk gezien onder Henry County.

## Demografie
Bij de volkstelling in 2000 werd het aantal inwoners vastgesteld op 2758. In 2006 is het aantal inwoners door het United States Census Bureau geschat op 2676, een daling van 82 (-3,0%).

## Geografie
Volgens het United States Census Bureau beslaat de plaats een oppervlakte van 4,4 km², geheel bestaande uit land. Galva ligt op ongeveer 259 m boven zeeniveau.

## Plaatsen in de nabije omgeving
De onderstaande figuur toont nabijgelegen plaatsen in een straal van 20 km rond Galva.